# Birakan
Birakan (in lingua russa Биракан) è un centro abitato dell'Oblast' autonoma ebraica, situato nell'Oblučenskij rajon.